# Katharina Haan
Katharina Haan, död 1628, var en tysk kvinna som avrättades för häxeri. Hon var ett av de mer kända offren för häxprocessen i Bamberg.
Katharina Haan kom från Mergentheim och var gift med ämbetsmannen Georg Haan, som var kansler åt Bambergs furstebiskop Johann Georg II Fuchs von Dornheim. 
Hon anmäldes för häxeri av Bambergs häxkommissionär Georg Harsee, som ville ha hennes makes tjänst som kansler. Hon greps och förhördes under tortyr. Under tortyren bekände hon att hon hade haft samlag med Djävulen i form av en jägare. När tortyren upphörde återtog hon sin bekännelse. Vid en kroppsundersökning upptäcktes det att hon hade ett födelsemärke, vilket sågs som ett häxmärke och togs som en bekräftelse på hennes skuld av förhörsledarna. Då hon torterades för att ange medbrottslingar angav hon sin äldste son, Adam Haan. Hon dömdes till att brännas på bål. Domen mildrades till halshuggning följt av bålbränning. 
Hennes make och hennes döttrar Katharina Röhm och Ursula Maria Haan blev också avrättade, och hennes son Adam och hennes svärdotter dog under tortyr.